# Óscar Domínguez (Poolbillardspieler)
Óscar Domínguez (* 26. März 1985 in Van Nuys, Kalifornien) ist ein US-amerikanischer Poolbillardspieler. 

## Karriere
Durch gute Platzierungen bei kleineren Turnieren war er zwischenzeitlich Nummer 1 der US-amerikanischen Rangliste. Bei der WPA-10-Ball-Weltmeisterschaft 2009 erreichte er dann immerhin die Finalrunde, verlor jedoch gegen Dennis Orcollo. 
Mit dem Team USA gewann er bei seiner ersten Nominierung den prestigeträchtigen Mosconi Cup 2009 gegen Team Europa mit 11:7, auch wenn er seine beiden Einzelmatches jeweils verlor. Bei der WPA-Poolbillard-Team-Weltmeisterschaft 2010 in Hannover war er erneut Teil des US-amerikanischen Teams, welches im Achtelfinale knapp der Mannschaft aus Griechenland unterlag.
Sein Vater, Ernesto Domínguez ist ebenfalls ein international erfolgreicher Poolbillardspieler.